# Unia Eurazjatycka
Unia Eurazjatycka lub Unia Euroazjatycka (EAU) – proponowana gospodarcza i polityczna unia Rosji, Kazachstanu, Białorusi, Kirgistanu i Tadżykistanu. Idea wzorowana na Unii Europejskiej miałaby być częściowo oparta na już istniejących (lub proponowanych) kilku formach współpracy, m.in.: Euroazjatyckiej Wspólnocie Gospodarczej, Unii Celnej Białorusi, Kazachstanu i Rosji, Organizacji Układu o Bezpieczeństwie Zbiorowym, Wspólnocie Niepodległych Państw, Związku Rosji i Białorusi, Unii Europejsko-Azjatyckiej.

## Idea
Pierwszy pomysł utworzenia Unii Eurazjatyckiej zaproponowany został przez prezydenta Kazachstanu Nursułtana Nazarbajewa podczas jego przemówienia w Moskwie w 1994 r. W październiku 2011 r. idea powróciła w formie skonkretyzowanych planów Władimira Putina. W 2013 roku liderzy polityczni Białorusi i Kazachstanu oświadczyli, że nie mają zamiarów tworzenia Unii Euroazjatyckiej.

## Działania
Jednym z pierwszych kroków do utworzenia pełnej unii jest Eurazjatycka Przestrzeń Gospodarcza (lub Eurazjatycki Obszar Gospodarczy). Układ o EaPG wszedł w życie 1 stycznia 2012 r., 29 maja 2014 roku utworzono Euroazjatycką Unię Gospodarczą.

## Struktury
Głównym organem EAU miałaby być Komisja Eurazjatycka wzorowana na Komisji Europejskiej. Siedzibą KEA byłaby Moskwa.